# Homme
Cet article concerne les individus mâles de l'espèce humaine. Pour l'être humain, voir Homo sapiens. Pour les autres significations, voir Homme (homonymie).
 (janvier 2019).
Si vous disposez d'ouvrages ou d'articles de référence ou si vous connaissez des sites web de qualité traitant du thème abordé ici, merci de compléter l'article en donnant les références utiles à sa vérifiabilité et en les liant à la section « Notes et références ».

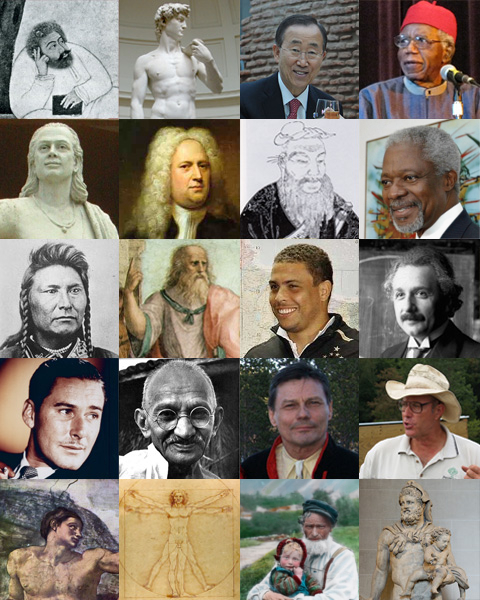
Hafez • David • Ban Ki-moon • Chinua Achebe • Aryabhata • Händel • Confucius • Kofi Annan • Chef Joseph • Platon • Ronaldo • Albert Einstein • Errol Flynn • Mohandas Gandhi • Ole Henrik Magga • Joel Salatin • Adam • Homme de Vitruve • Un homme avec un enfant • Héraclès avec Télèphe.

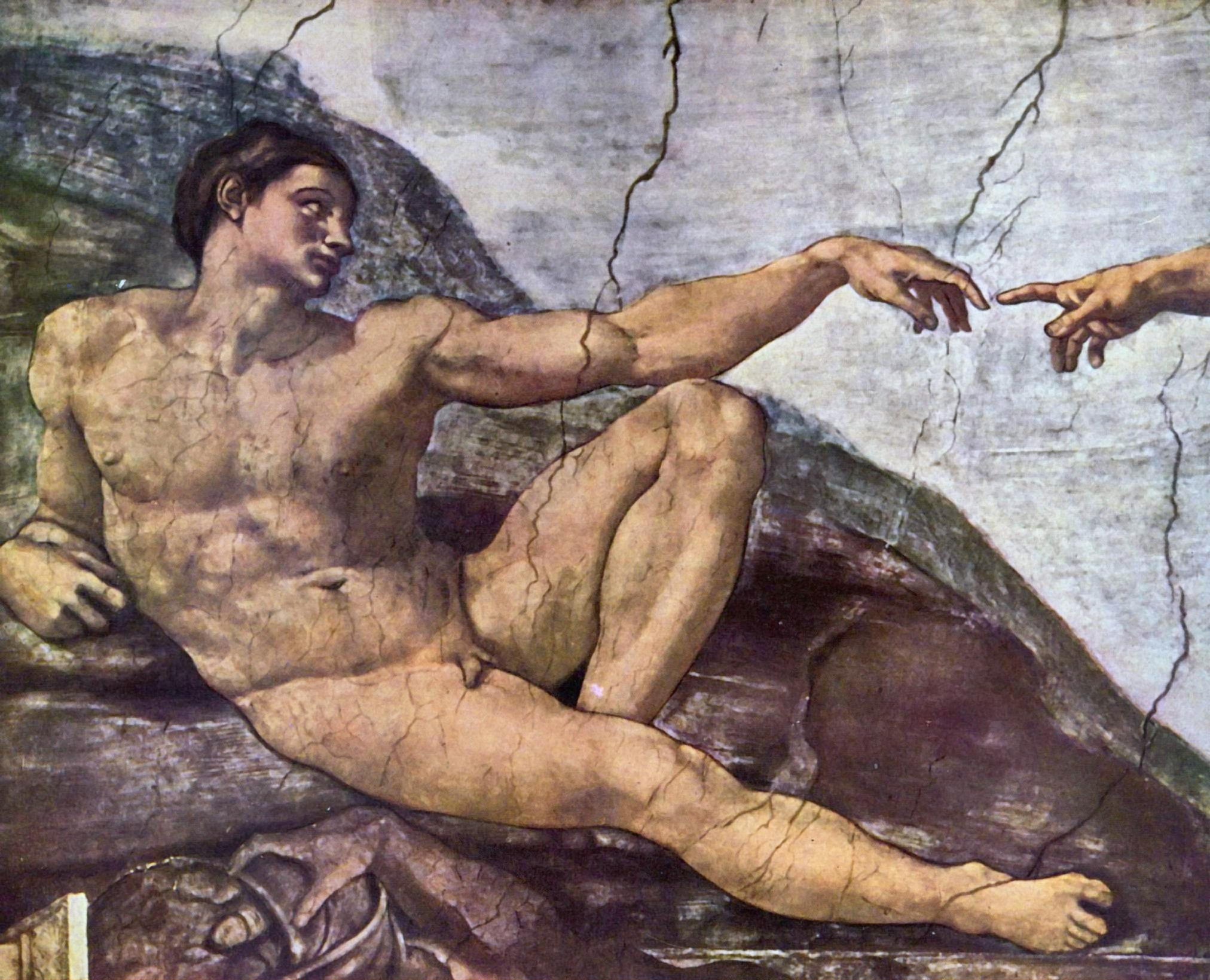
Fresque représentant un homme nu (La création d'Adam de Michel-Ange).

Dessin d'un homme tel qu'il figure sur les plaques de Pioneer.

Un homme est un être humain adulte de sexe ou de genre masculin. Conformément à son étymologie latine, le mot est aussi employé pour désigner de manière générale l’espèce Homo sapiens, parfois distingué par l'emploi d'une majuscule (« l'Homme »). 

## Terminologie

### Étymologie
En latin classique, le mot « homo » désigne l’être humain, tandis que « vir » désigne l'individu masculin. À partir de l'époque impériale, l'usage militaire du terme homo fait qu'il tend progressivement à remplacer vir pour prendre aussi le sens d'« être humain du sexe masculin »[réf. souhaitée]. Toutefois, l'usage général demeure, et se retrouve par exemple dans la Déclaration des droits de l'homme et du citoyen de 1789, qui concerne tous les citoyens sans distinction[réf. nécessaire]. Depuis le XXe siècle, cet usage général est le plus souvent distingué par l'emploi d'une majuscule : « l'Homme a marché sur la lune ».
Le mot latin homo dériverait du thème indo-européen ghem-, ghom-, ghm-, qui serait le principal nom de la terre. L'être humain serait donc sorti de la terre, de l'humus, mot qui provient de la même racine.

### Dénomination
Le mot homme désigne en français à la fois l'être humain,,, considéré de façon générale, et l'être humain masculin ayant acquis une certaine maturité physique et morale, le mari ou bien l'individu considéré par rapport à son activité,. Par distinction, l'homme prépubère est appelé « garçon », tandis que l'individu féminin adulte est appelé « femme », ou « fille » quand elle est enfant.
Les études de genre, en différenciant le sexe du genre, définissent l’homme selon que la personne s’identifie et se genre au masculin,.

## Biologie

### Différenciation sexuelle

#### Hormones sexuelles
Chez les mammifères, les hormones qui influencent le développement et la différenciation sexuelle sont les androgènes, (principalement la testostérone, qui stimule le développement ultérieur de l'ovaire). Dans l'embryon sexuellement indifférencié, la testostérone stimule le développement du canal de Wolff, le pénis et la fermeture des replis labioscrotaux. Une autre hormone importante dans la différenciation sexuelle est l'hormone anti-müllerienne, qui inhibe le développement du conduit de Müller.

#### Caractères primaires

##### Caractéristiques sexuelles

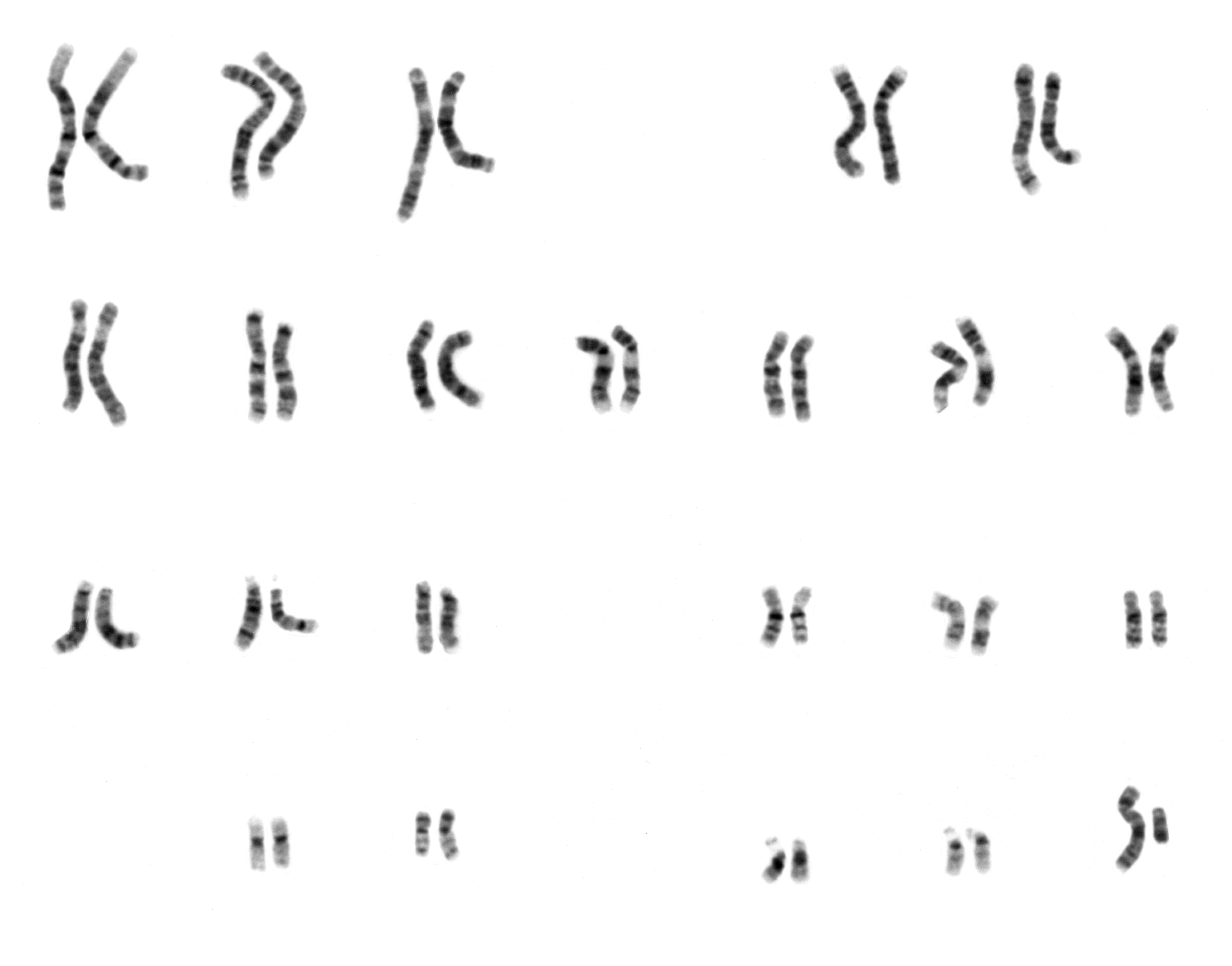
Caryotype d'un homme utilisant la méthode de coloration Giemsa. Les êtres humains masculins possèdent habituellement une combinaison XY.

Dans l'humanité, le sexe d'un individu est généralement déterminé au moment de la fécondation par le matériel génétique porté par le spermatozoïde. Si un spermatozoïde porteur d'un chromosome X féconde l'ovule, la progéniture sera généralement femelle (porteuse de chromosomes XX) ; si un spermatozoïde porteur d'un chromosome Y féconde l'ovule, la progéniture sera typiquement mâle (XY). Les personnes dont l'anatomie ou le maquillage chromosomique diffèrent de ce modèle sont appelées intersexes.
C'est ce que l'on appelle le système de détermination du sexe XY, qui est typique de la plupart des mammifères. D'autres systèmes de détermination du sexe sont recensés, dont certains sont non génétiques.
Les caractères sexuels primaires indiquent le type de gamète qui sera produit : l'ovaire produit des ovules chez la femelle, les testicules produisent des spermatozoïdes chez le mâle. Les caractéristiques sexuelles secondaires regroupent toutes les autres distinctions sexuelles qui jouent des rôles indirects dans l'unification du sperme et des ovules. Il s'agit de tout ce qui est issu des spécificités masculines et féminines, du tractus génital, jusqu'au plumage brillant des oiseaux mâles ou de la pilosité faciale humaine, en passant par les caractéristiques comportementales telles que la cour.

##### Système reproducteur

Anatomie de la reproduction masculine.

#### Caractères secondaires

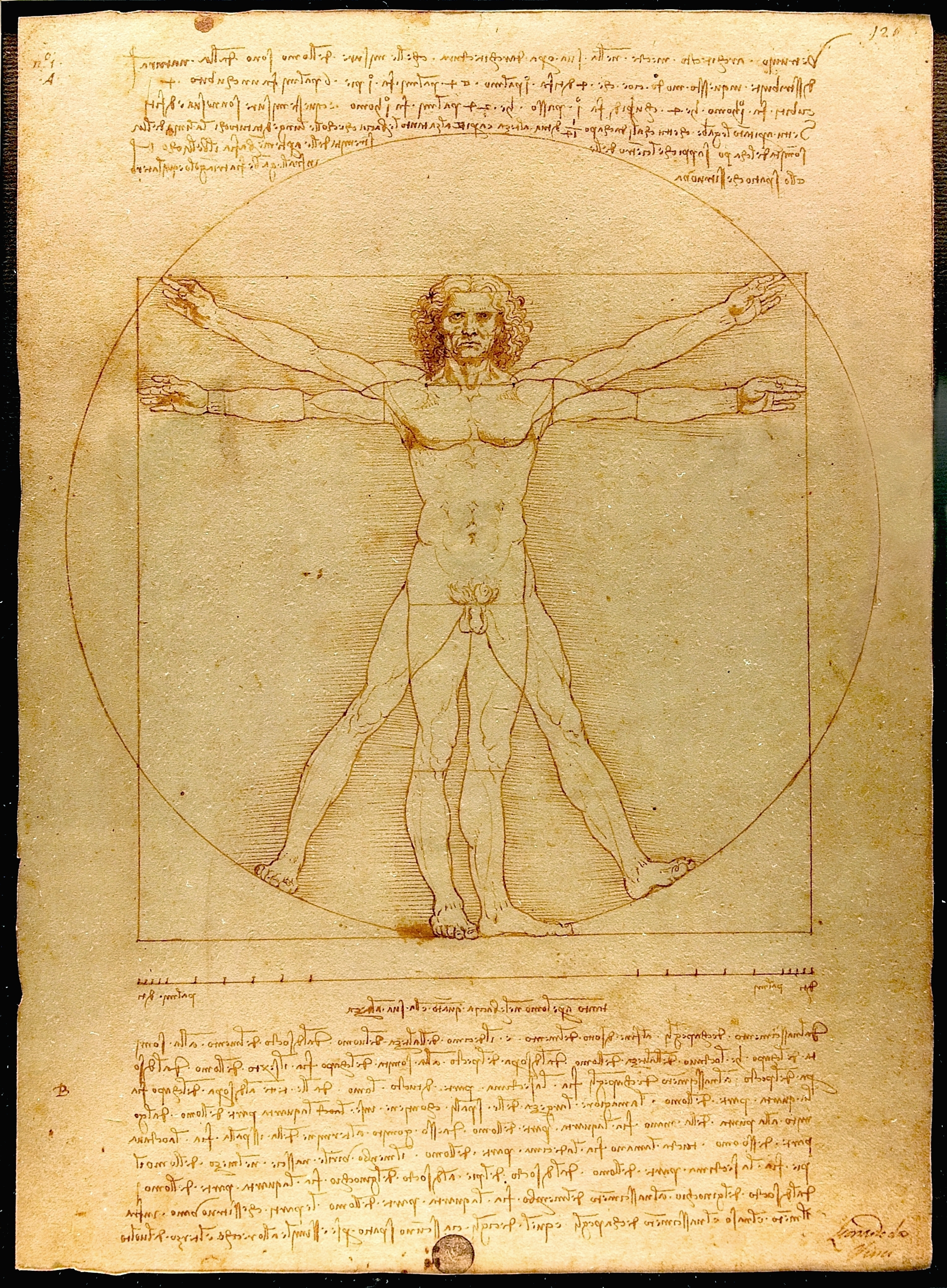
Homme de Vitruve de Léonard de Vinci affiche les proportions d'un homme.

Les hommes ont en moyenne une taille, une masse et une puissance musculaire supérieures à celle des femmes. Leur système pileux est en général plus développé : leur caractère sexuel secondaire le plus visible est d'ailleurs souvent la barbe. Les hommes ont en général une espérance de vie plus courte que celle des femmes.
Les humains présentent un dimorphisme sexuel pour de nombreuses caractéristiques, dont beaucoup n'ont pas de lien direct avec la capacité de reproduction, bien que la plupart de ces caractéristiques aient un rôle dans l'attirance sexuelle. La plupart des expressions du dimorphisme sexuel chez l'humain se trouve au niveau de la taille, du poids et de la structure du corps, bien qu'il y ait toujours des exemples qui ne suivent pas le modèle global. Par exemple, les hommes ont tendance à être plus grands que les femmes, mais beaucoup de personnes des deux sexes sont dans la gamme moyenne pour l'espèce.
Parmi les caractères sexuels secondaires acquis par les garçons devenant hommes, on peut citer :
- plus de pilosité pubienne ;
- plus de pilosité faciale ;
- Alopécie androgénétique[10].
- mains et pieds plus larges ;
- thorax et épaules plus larges ;
- squelette et structure osseuse plus importants ;
- volume et masse cérébrale plus importants ;
- plus grande masse musculaire ;
- pomme d'Adam plus proéminente et voix plus grave ;
- taille plus grande ;
- ratio tibia/fémur plus important (tibia plus long par rapport au fémur).

## Psychologie
Les approches de la psychologie masculine, du fonctionnement psychique de l'homme sont multiples.
Par exemple, parmi les disciplines ayant décrit la construction de la masculinité, une des approches est la psychologie analytique. Selon cette théorie, l'intégration des caractères masculins se fait par l'acceptation de sa féminité par l'homme. Tout comme la femme qui doit accepter sa masculinité. Ce processus se fait avec difficulté pour les deux genres. Ainsi pour le célèbre psychanalyste Carl Gustav Jung, l'homme a sa part de féminité, qui se nomme l'Anima.

### Comportement sexuel
Comme le fait remarquer Richard von Krafft-Ebing dans Psychopathia sexualis (1886) la sexualité des individus masculins est sujette à un nombre très grand de déclinaisons et de comportements. Krafft-Ebing propose que le conditionnement social et le développement de chaque individu se combinent pour produire des variations importantes dans l'expression de la sexualité et des fantasmes. Les hommes semblent associer la sexualité à des affects parfois durables, voire à de l'attachement pour certains partenaires (environ 73 % des hommes en France déclarent être en couple). La présence de ces affects n'est cependant pas systématique, certains hommes prétendant que leurs affects et leur sexualité constituent, dans leur perception, des choses distinctes.
Les études sur la prostitution montrent que « l'immense majorité des clients de la prostitution sont des hommes »,. En France, selon les chiffres de la proposition de loi de 2013 visant à sanctionner les clients de prostituées, 99 % des clients sont des hommes alors que 85 % des personnes prostituées sont des femmes.

## Criminalité
Selon un rapport de 2014 de l'Office des Nations unies contre la drogue et le crime (ONUDC), sur les 437 000 personnes assassinées dans le monde en 2012, 95 % des auteurs étaient des hommes qui représentaient aussi 80 % des victimes. Quand les homicides ont lieu dans le cadre de violences familiales, soit dans 15 % des cas, 70 % des victimes sont des femmes. À l'inverse des femmes, qui ont un plus grand risque d'être tuées par des connaissances, les hommes sont majoritairement tués par des inconnus. Un meurtre sur sept commis dans le monde est celui d'un très jeune homme.
Selon un rapport de 2010 de l'Office des Nations unies contre la drogue et le crime et une étude de l'Organisation mondiale de la santé de 2017, la plupart des viols sont commis par des hommes et la plupart des victimes sont des femmes, la même proportion existant pour les violences conjugales et les agressions sexuelles,.
Selon l'Office des Nations unies contre les drogues et le crime (ONUDC), la grande majorité des individus détenus en prison dans le monde sont des hommes qui représentent 93% de la population carcérale. De 2000 à 2020, leur nombre a proportionnellement moins augmenté que celui des femmes, avec une hausse de 25% contre 33% pour les femmes.

## Masculinité

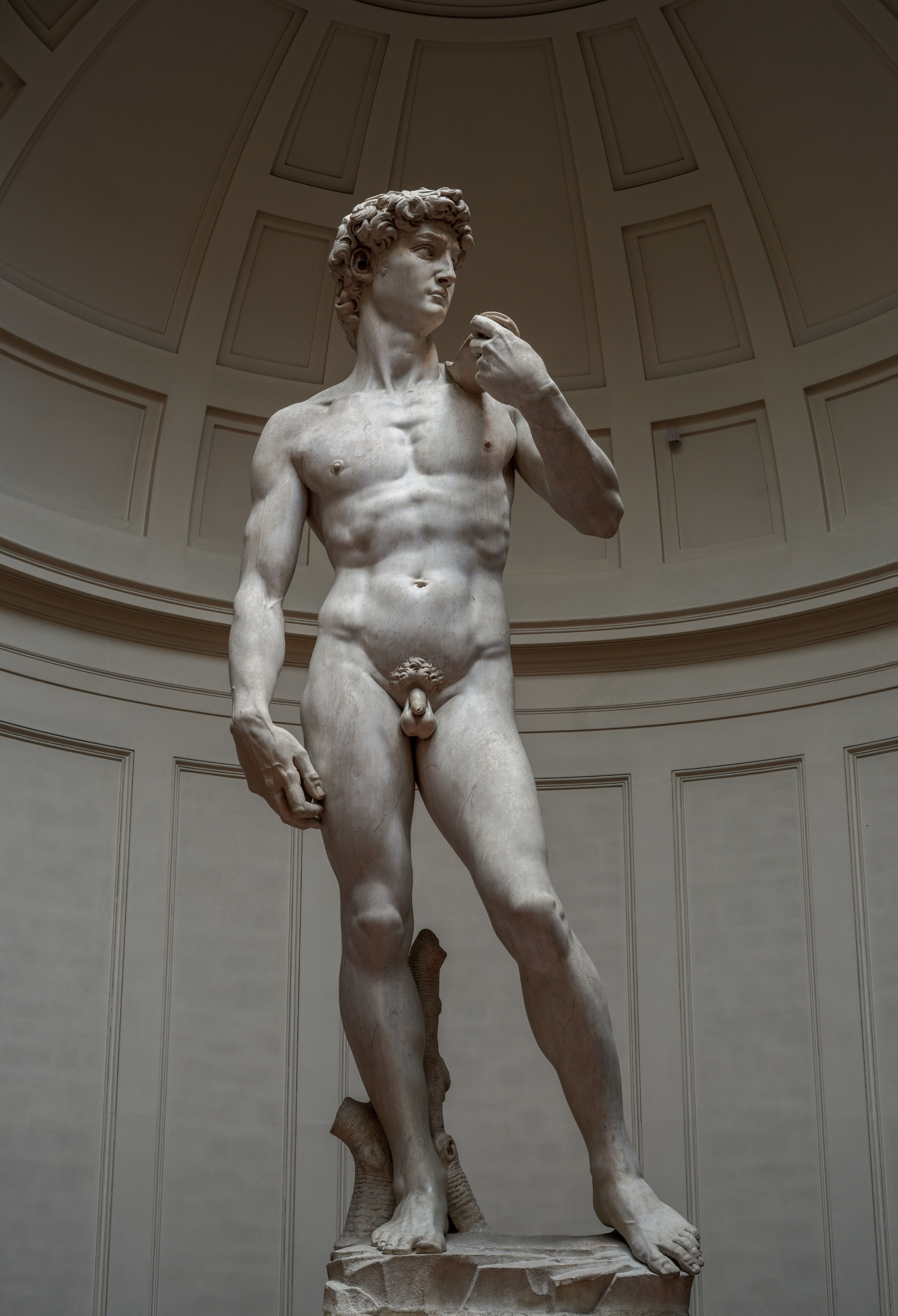
Le David de Michel-Ange est l'image classique de la beauté du jeune homme dans l'art occidental.

La masculinité prend ses racines dans la génétique (voir différences sexuelles chez l'humain),. Par conséquent, bien que la masculinité soit différente selon les cultures, ses définitions comportent quelques éléments communs. Parfois, les universitaires du genre utiliseront l'expression « masculinité hégémonique » pour distinguer la forme dominante par rapport aux variantes.
Le machisme est une forme de culture masculine. Selon le sociologue Alfredo Mirandé, professeur à l'université de Californie à Riverside, il inclut l'affirmation de soi ou la défense de ses droits, de sa responsabilité, de son désintéressement, de son code d'éthique, de sa sincérité et de son respect.

### Taux de masculinité

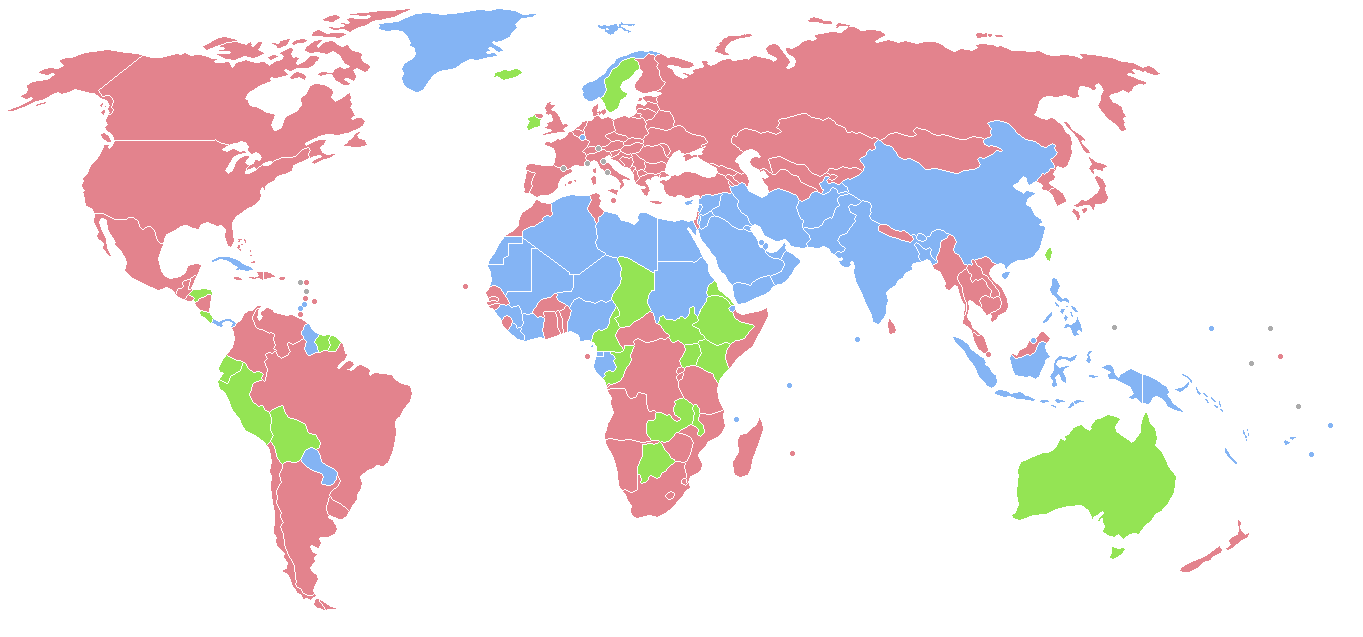
Sexe majoritaire dans la population totale par pays.
Population féminine plus importante
Populations masculine et féminine équivalentes
Population masculine plus importante
Données manquantes

Le taux de masculinité est la proportion d'hommes dans la population totale des deux sexes. L'expression taux de masculinité est issue de la démographie.
En se limitant aux nouveau-nés, on observe un taux de surmasculinité à la naissance compris entre 1,03 et 1,07. En France, le taux de surmasculinité à la naissance est de 1,05.
L'anglicisme Sex ratio (SR), est défini comme le rapport du nombre d'hommes au nombre de femmes, pour une tranche d'âge donnée. Le taux de surmasculinité à la naissance est donc le Sex ratio à l'âge 0, ou SR0.
Pour des raisons biologiques et sociologiques, il est déjà bien différent pour les enfants de moins de 5 ans (le SR5). À partir de 30 ans (entre 35 et 49 ans en France, contre 25 en 1950), la prépondérance s'inverse et le nombre de femmes l'emporte généralement sur le nombre d'hommes (huit centenaires sur dix sont des femmes), malgré de notables disparités régionales.

## Rôles exclusivement masculins

### Dans l’Église catholique

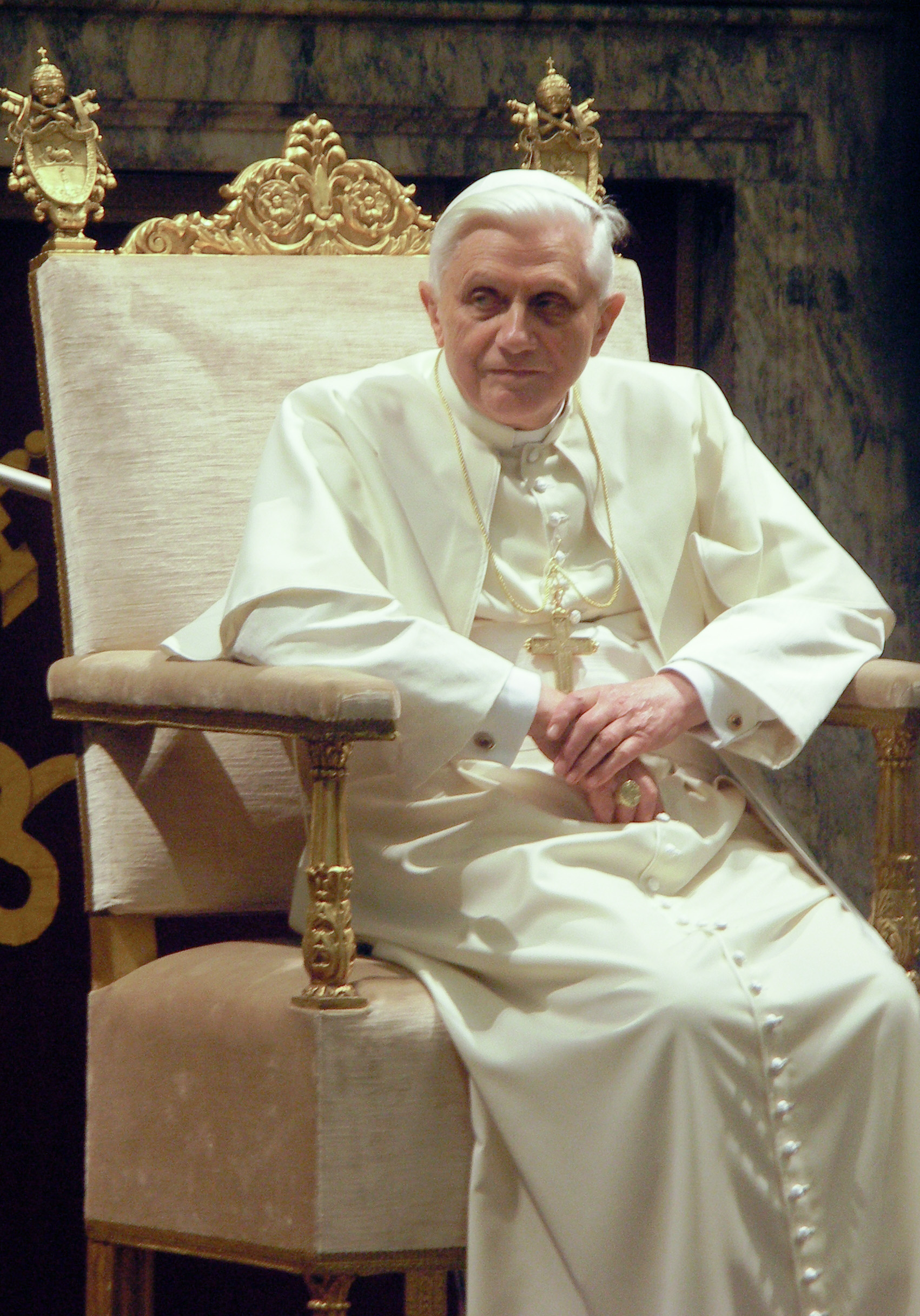
Le pape Benoît XVI

La fonction de Pape, chef de l'Église catholique est réservée aux hommes. Certaines fonctions de l'Église catholique (pape, cardinal ou évêque) ne sont accessibles qu'aux hommes. La prêtrise est également exclusivement masculine.

### Monarchie
Les hommes sont parfois donnés prioritaires pour le poste de monarque dans les pays utilisant les règles de la primogéniture agnatique.